# Helianthus bolanderi
Helianthus bolanderi — вид квіткових рослин з родини айстрових (Asteraceae).

## Біоморфологічна характеристика
Це однорічник 60–150 см. Стебла прямовисні, ворсинчасті. Листки переважно стеблові; переважно чергуються; листкові ніжки 1–4 см; листкові пластинки ланцетно-лінійні чи ланцетно-яйцеподібні до яйцюватих, 3–15 × 2–6 см, абаксіально (низ) рідко ворсисті й залозисті, краї зазвичай зазубрені. Квіткових голів 1–3. Променеві квітки 12–17; пластинки 14–20 мм. Дискові квітки 75+; віночки 5–7nbsp;мм, частки зазвичай червонуваті, пиляки темні. Ципсели 3.5–4.5 мм, голі. 2n = 34. Цвітіння: літо — початок осені.

## Умови зростання
Це ендемік пд.-зх. США (Каліфорнія, Орегон). Населяє трав'янисті, часто порушені ділянки; 10–1200 метрів.

## Значущість
Цей вид також є третинним генетичним родичем культивованого соняшнику Helianthus annuus, з потенційним селекційним використанням. Рід Helianthus приваблює велику кількість місцевих бджіл.